# Heinrich Karl von Haymerle
El Barón Heinrich Karl von Haymerle (7 de diciembre de 1828 - 10 de octubre de 1881) fue un estadista austriaco nacido y educado en Viena. Tomó parte en el alzamiento estudiantil en la revolución de 1848 y escapó de cerca de la ejecución. Sirvió en el cuerpo diplomático en Atenas, Dresde, y Fráncfort como Secretario de Delegación; y sirvió como embajador en Copenhague (1864), tomó parte en las negociaciones del Tratado de Praga (1866), y de Berlín fue a Constantinopla (1868), Atenas (1869), La Haya (1872), y en 1877 a la corte italiana. Representó a Austria-Hungría en el Congreso de Berlín en 1878 y sirvió como ministro de exteriores entre 1879 y 1881. En este puesto estuvo especialmente activo en entablar relaciones amistosas con Italia y en cementar la alianza con Alemania.

## Publicaciones
- Alfred Ritter von Arneth, Heinrich Freiherr von Haymerle (Berlín, 1882)